# Campanar d'Ivan el Gran

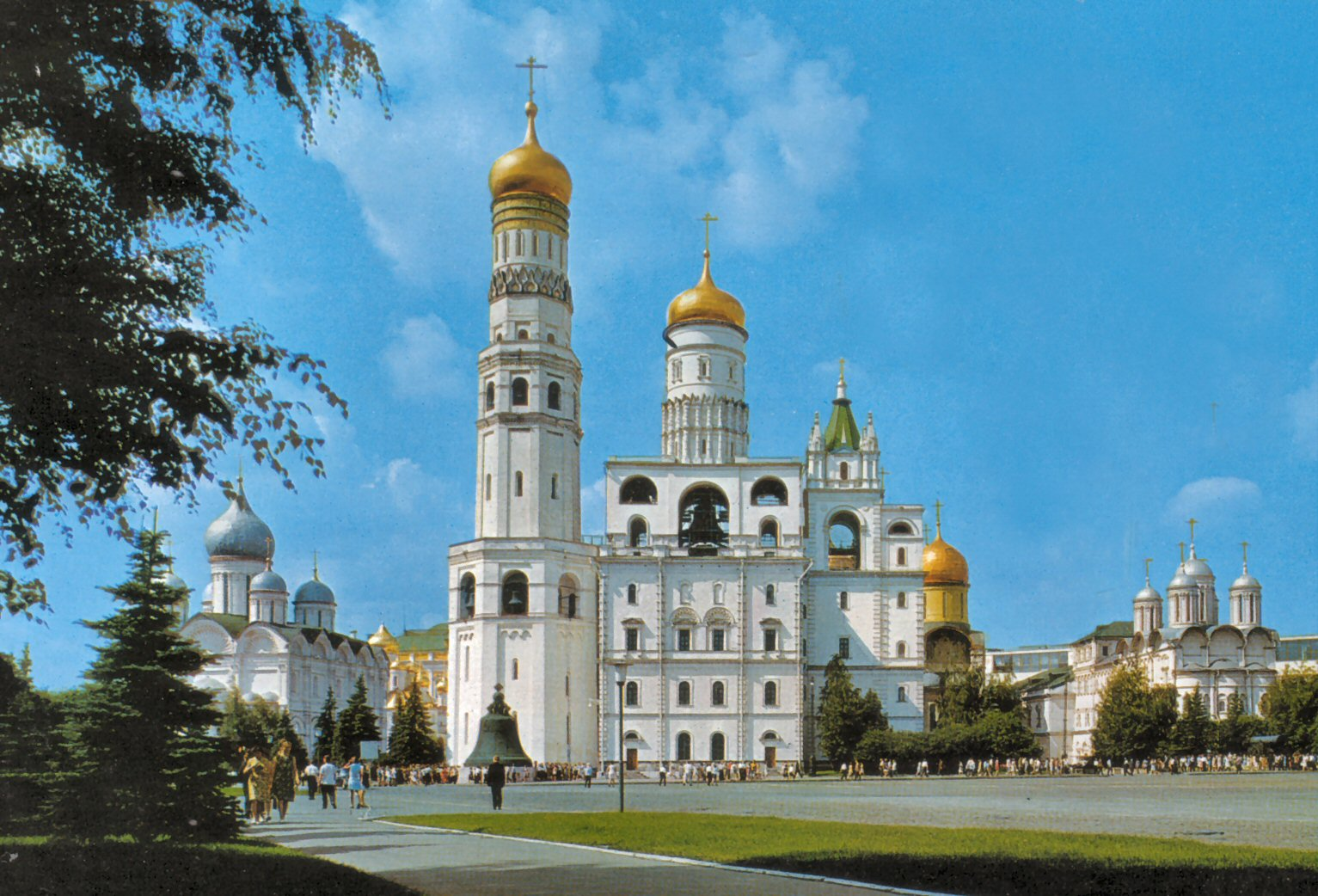
El campanar d'Ivan el Gran, vora l'església de Sant Joan de l'Escala, al Kremlin de Moscou

El campanar d'Ivan el Gran, també anomenat torre d'Ivan el Gran (en rus Колокольня Ивана Великого, Kolokólnia Ivana Velíkogo), s'alça al centre del Kremlin de Moscou, a la plaça de les Catedrals. Es considera una de les obres més admirables de l'arquitectura mundial del segle xvi. Es va construir per a les catedrals de la Dormició, de l'Arcàngel i de l'Anunciació, que no tenien campanars, i es diu que assenyala el centre geogràfic de Moscou.
L'esvelta i elevada torre del campanar (81 metres) constitueix l'eix que dona un caràcter de composició a tot el Kremlin. Unifica tots els seus edificis, de diferents èpoques i estils, en un conjunt arquitectònic únic, sense parió en l'arquitectura universal.
El campanar d'Ivan el Gran va servir de model per a la creació de nombrosos temples en forma de torre, que van donar una orientació particular a l'arquitectura de la vella Rússia.

## Història
Ja el 1329, en aquest emplaçament s'alçava el primer campanar de pedra de la ciutat, adjacent a l'església de Sant Joan de l'Escala, d'on prové originàriament el nom d'«Ivan» (Joan, en rus) pel qual és conegut.
Arran de la mort d'Ivan III (conegut també com a Ivan el Gran) el 1505, el seu fill Basili III va fer construir una nova torre en honor seu. El nou campanar, obra de l'arquitecte italià Marco Bon (o Bon Friazin, com es coneix en rus), es va erigir entre 1505 i 1508, vora l'església on hi havia l'antic campanar, de la qual li ve el nom. Al començament tenia només dos cossos superposats, però el 1600 Borís Godunov va fer aixecar el tercer, cosa que li donà l'aspecte actual.
Les tropes napoleòniques, en abandonar Moscou el 1812, van infligir diversos danys al campanar i les edificacions annexes. Entre els anys 1818 i 1819 fou restaurat per l'arquitecte Domenico Gilardi en la seva forma anterior, encara que afegint-hi alguns elements arquitectònics del segle xix.
Fins a la construcció de la catedral del Crist Salvador, va ser l'edifici més alt de Moscou i era prohibit d'aixecar-ne cap de més alt que el campanar d'Ivan el Gran. Des de dalt de tot no només es veia tota la ciutat, sinó també la rodalia, en un radi de 30 quilòmetres.
Avui dia a l'edifici del campanar se celebren diferents exposicions dels fons dels museus del Kremlin.

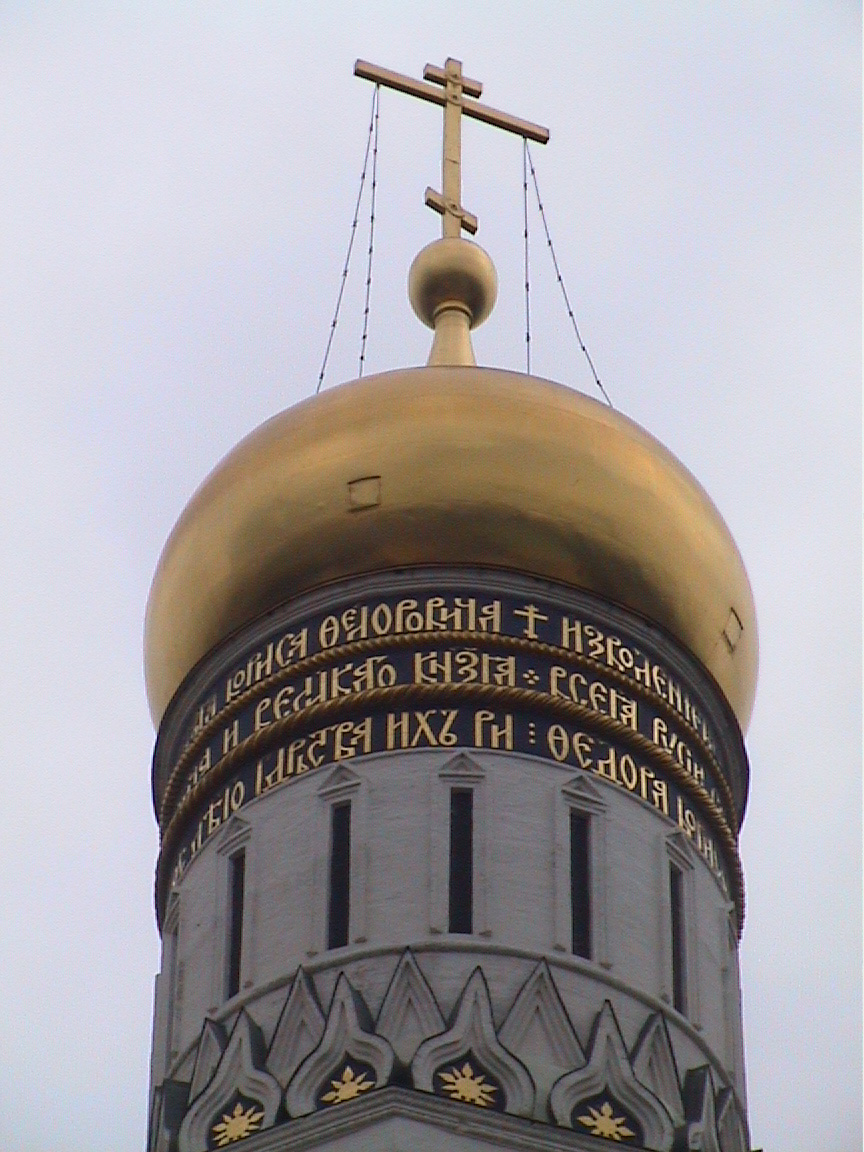
La cúpula de la torre

## Estructura
La torre és una construcció de tres cossos que fan la figura d'una columna. Els tres cossos, de vuit cares cadascun, estan superposats i cadascun és menor que l'immediatament inferior. Tenen terrassa i galeria descoberta, amb campanes a la part superior de cada planta. La torre és de maó: el sòcol i els fonaments, de grans blocs de pedra blanca ben escairada. Hi ha indicis que els fonaments són molt profunds i que arrenquen del nivell de la llera del Moskvà. Corona la torre una cúpula metàl·lica en forma de bulb coberta de xapa de coure daurada.
Adossada a la paret del primer cos de la torre hi ha una escala de pedra de 83 esglaons. Al segon cos passa a ser helicoidal i té 149 esglaons. Al tercer cos, una escala metàl·lica de 97 esglaons condueix fins a la cúpula. En total, l'escala consta de 329 esglaons.
A les galeries superiors de cadascun dels cossos hi ha les campanes, notables mostres de l'art de la fosa russa dels segles xvi al xix. Al centre del campanar s'hi allotja la campana més gran (pesa 64 tones), fosa al segle xix. En total, al campanar d'Ivan el Gran se n'hi conserven 21, de campanes.
A la tercera planta del campanar hi ha la capella de Sant Nicolau, traslladada al segle xix des de la plaça Ivànovskaia (la plaça que s'estén a l'est de la torre i que duia el nom de l'església de Sant Joan).